# Birino di Dorchester
Birino di Dorchester (Regno franco, 600 – Dorchester, 3 dicembre 649 o 650) fu il primo vescovo di Dorchester, nell'Oxfordshire, è considerato l'evangelizzatore dei sassoni. È venerato come santo dalla chiesa cattolica e da quella anglicana.

## Biografia
Non ci sono notizie delle sue origini. Probabilmente era un franco, nato attorno al 600. Fu consacrato vescovo a Genova da Asterio. Papa Onorio I lo inviò ad evangelizzare il Regno di Mercia.
Nel 634 approdò nel porto inglese di Hamwic, oggi nella località di St Mary, presso Southampton. Nel suo viaggio all'interno del paese incontrò i Sassoni occidentali, che mantenevano ancora la loro antica religione pagana. Si recò quindi alla corte del re del Wessex chiedendo protezione per la sua missione. Cynegils del Wessex acconsentì a che Birino predicasse nel suo regno, ma tergiversò riguardo ad una sua conversione.
Cynegils in quel periodo stava cercando un accordo con Osvaldo di Northumbria per un'alleanza contro il Regno di Mercia. I due si incontrarono nella corte del Wessex. L'unico ostacolo all'accordo sorto durante le trattative fu il rifiuto da parte del cristiano Osvaldo di stringere un patto con un re pagano. Cynegils decise così di abbracciare il nuovo credo. A suggellare ulteriormente il patto furono decise le nozze di Osvaldo con la figlia di Cynegils, il quale - insieme alla sua famiglia ed a gran parte del suo seguito - si fece battezzare da Birino nel 635.
Il vescovo Birino ebbe dunque poi in dono l'antico insediamento romano di Dorcic, oggi Dorchester, dove fece erigere una cattedrale. Cynegils morì nel 643, e cinque anni dopo il suo successore Cenwalh incaricò Birino della creazione di un convento a Winchester. Anche altre chiese del Wessex sono state fondate da Birino: St. Mary's a Reading, St. Helen's ad Abingdon e la prima chiesa di Taplow.
Era la nascita della diocesi del Wessex di cui Birino fu il primo vescovo fino alla morte avvenuta il 3 dicembre 649 (o 650).

## Culto
La sua tomba a Dorchester divenne una nota meta di pellegrinaggi. I suoi resti mortali furono trasferiti per volontà del vescovo Edda nella chiesa di Winchester nel 680, dove - dal 4 settembre 972 - riposano definitivamente in uno scrigno riccamente decorato.
La chiesa cattolica lo festeggia il 3 dicembre, quella anglicana il 4 settembre.

## Genealogia episcopale
La genealogia episcopale è:
- Arcivescovo Asterio di Milano
- Vescovo Birino di Dorchester